# Семёнов, Григорий Трофимович (геолог)
Григорий Трофимович Семёнов (27 февраля 1903, Хаданский наслег, Сунтарский улус, Якутская область — 16 июня 1970, Якутск) — советский геолог, главный геолог Якутского геологического управления. Герой Социалистического Труда.

## Биография
Родился 27 февраля 1903 года в Хаданском наслеге Сунтарского района Якутской области.
По окончании Эльгяйской двухклассной школы в 1916 году поступил в высшее начальное училище. В 1922 году окончил школу II ступени в Вилюйске.
В 1923—1924 годах Григорий Трофимович работал учителем, заведующим школой первой ступени в Вилюйске.
В 1924 году Якутский обком партии направляет его на учёбу в Томский университет на геологическое отделение. После окончания университета (1930 год) его назначают начальником комплексной геологоразведочной партии в Кангалассах. Геологическая партия впервые подсчитала запасы каменного угля в Кангалассах и дала рекомендации к его разработке. В 1931—1932 годах, будучи начальником Буотамо-Тит-Аринской геологоразведочной партии, Семёнов производит разведку месторождения железных руд по реке Буотама. В 1932 году его назначают начальником Якутского районного геологоразведочного управления, а в 1933 году — управляющим Якутским геологоразведочным трестом. В 1934 году — назначен управляющим Якутским отделением «Союзникельоловоразведки» (ныне эту местность разрабатывает «Норильский никель»).
В 1935 году Г. Т. Семёнова выдвигают на должность заместителя председателя Госплана ЯАССР. В 1936 году он избирается членом Президиума ЯЦИК, а через год был выдвинут кандидатом в депутаты Верховного Совета ЯАССР первого созыва.
26 апреля 1938 года был арестован, особым совещанием при НКВД СССР от 16 сентября 1941 года по обвинениям по статьям 58-1а, 58-2, 58-7, 58-11 УК РСФСР приговорён к 8 годам ИТЛ. 9 декабря 1948 года был повторно арестован, особым совещанием МГБ СССР от 13.04.1949 обвинён «за принадлежность к правотроцкистской организации», приговорён к ссылке на поселение в Красноярский край.
В 1955 году Г. Т. Семёнов был реабилитирован и восстановлен во всех правах.
С 1957 года он работал главным геологом ордена Ленина Якутского геологического управления. В период с 1957 по 1969 годы успешно руководил геологической службой Якутии.
В 1966 году вышел на пенсию союзного значения.
Умер Григорий Трофимович в Якутске 16 июня 1970 года.

## Память
В 2007 году в Якутске установлена мемориальная доска с барельефом Семёнова Г. Т.
Имя Героя Семёнова присвоено Хаданской общеобразовательной школе Сунтарского улуса.
Постановлением главы Сунтарского улуса от 4 июня 2012 года № 126 учреждена премия имени Григория Трофимовича Семёнова.

## Награды
- Герой Социалистического Труда (1966, за выдающиеся достижения в выполнении заданий семилетки по развитию геологоразведочных работ и выявлению, разработке новых месторождений полезных ископаемых).
- За крупнейшие открытия месторождений алмазов, золота, природного газа, угля, слюды-флогопита, олова, других полезных ископаемых и выполнение заданий семилетнего плана в 1963 году награждён орденом Ленина.